# Astronomy Picture of the Day
Astronomy Picture of the Day (APOD) és un lloc web proporcionat per la NASA i la Universitat Tecnològica de Michigan (MTU). Segons el lloc web, "Cada dia una imatge diferent o fotografia del nostre Univers apareix, juntament amb una breu explicació escrita per un astrònom professional."
La fotografia no és necessàriament presa en el dia exacte que es mostra, i les imatges de vegades es repeteixen.
No obstant això, les imatges i les descripcions estan sovint relacionades amb els esdeveniments actuals en astronomia i exploració espacial. El text té diversos enllaços a més imatges i llocs web, per a més informació addicional. Les imatges són fotografies, imatges preses en longituds d'ona diferents de l'espectre visible que es mostren amb colors falsos, vídeos, animacions o concepcions artístiques. Les imatges anteriors s'emmagatzemen a la base de dades d'APOD, amb una primera imatge registrada el 16 de juny de 1995 (en la versió en llengua catalana d'APOD la primera imatge que s'ofereix correspon a l'1 de gener de 2011). Aquesta iniciativa ha rebut el suport de la NASA, la National Science Foundation, i MTU. Les imatges són de vegades aportades o descrites per persones o organitzacions externes a la NASA, i per tant, les imatges es proporcionen sovint amb llicència (copyright) APOD, a diferència de moltes altres galeries d'imatges de la NASA.